# Надзвичайна ситуація
Надзвичайна ситуація (НС) — порушення нормальних умов життя і діяльності людей на об'єктах або територіях, спричинене аварією, катастрофою, епідемією, стихійним лихом, епізоотією, епіфітотією, великою пожежею, застосуванням засобів ураження, що призвели або можуть призвести до людських і матеріальних втрат, а також велике зараження людей і тварин.

## Законодавче визначення в Україні
Українське законодавство визначає: «обставини на окремій території чи суб'єкті господарювання — на ній або водному об'єкті, які відзначаються порушенням нормальних умов життєдіяльності населення, спричинені катастрофою, аварією, пожежею, стихійним лихом, епідемією, епізоотією, епіфітотією, застосуванням засобів ураження або іншою небезпечною подією, що призвела (може призвести) до виникнення загрози життю та здоров'ю населення, великої кількості загиблих і постраждалих, завдавання значних матеріальних збитків, а також до неможливості проживання населення на такій території чи об'єкті, провадження на ній господарської діяльності».

## Класифікація
Надзвичайні ситуації, які можуть виникати на теренах України і здійснювати поганий вплив на роботу об'єктів економіки та життєдіяльність населення, поділяються за такими основними ознаками:
- за галузевою ознакою;
- за обсягами можливих наслідків.

Постанова Кабінету Міністрів України від 15 липня 1998. N 1099 (1099-98-п) «Про порядок класифікації надзвичайних ситуацій», яка виділила чотири класи надзвичайних ситуацій, втратила чинність. Постановою КМУ від 24 березня 2004 р. N 368 «Про затвердження Порядку класифікації надзвичайних ситуацій техногенного та природного характеру за їх рівнями» не передбачено класифікації надзвичайних ситуацій за джерелами їх виникнення. Вказана Постанова виокремлює як основну підставу класифікації — обсяг заподіяних наслідків, технічних і матеріальних ресурсів, потрібних для їх усунення.
Надзвичайні ситуації техногенного характеру — це наслідок транспортних аварій, катастроф, пожеж, неспровокованих вибухів чи їх загроза, аварій з викидом (загрозою викиду) небезпечних хімічних, радіоактивних, біологічних речовин, раптового руйнування споруд та будівель, аварій на інженерних мережах і спорудах життєзабезпечення, гідродинамічних аварій на греблях, дамбах тощо.
Надзвичайні ситуації природного характеру — це наслідки небезпечних геологічних, метеорологічних, гідрологічних, морських та прісноводних явищ, деградації ґрунтів чи надр, природних пожеж, змін стану повітряного басейну, інфекційних захворювань людей, сільськогосподарських тварин, масового ураження сільськогосподарських рослин хворобами чи шкідниками, зміни стану водних ресурсів та біосфери тощо.
 Антиконституційного спрямування: здійснення або реальна загроза терористичного акту (збройний напад, захоплення і затримання важливих об'єктів ядерних установок і матеріалів, систем зв'язку та телекомунікації, напад чи замах на екіпаж повітряного чи морського судна), викрадення (спроба викрадення) чи знищення суден, встановлення вибухових пристроїв у громадських місцях, викрадення зброї, виявлення задавнених боєприпасів тощо.
Надзвичайні ситуації військового характеру — це ситуації, пов'язані з наслідками застосування зброї масового ураження або звичайних засобів ураження, під час яких виникають вторинні фактори ураження населення внаслідок зруйнування атомних і гідроелектричних станцій, складів і сховищ радіоактивних і токсичних речовин та відходів, нафтопродуктів, вибухівки, сильнодійних отруйних речовин, токсичних відходів, транспортних та інженерних комунікацій.
Залежно від територіального поширення, обсягів, заподіяних або очікуваних економічних збитків, кількості людей, які загинули, розрізняють 4 рівні надзвичайних ситуацій — загальнодержавний, регіональний, місцевий та об'єктовий.
Надзвичайна ситуація загальнодержавного рівня (англ. emergency situation of state level, нім. Ausnahmezustand (besonderes Vorkommnis auf Staatsebene, рос. чрезвычайная ситуация общегосударственного уровня) — це надзвичайна ситуація, яка розвивається на теренах двох та більше областей (Автономної республіки Крим, міст Києва та Севастополя) або загрожує транскордонним перенесенням, а також у разі, коли для виправлення становища необхідні матеріали і технічні ресурси в обсягах, що перевищують власні можливості окремої області (Автономної республіки Крим, міст Києва та Севастополя), але не менше 1 % обсягів видатків відповідного бюджету.
Надзвичайна ситуація регіонального рівня (англ. emergency situation of regional level, нім. Ausnahmezustand (besonderes Vorkommnis auf Regionalebene, рос. чрезвычайная ситуация регионального уровня) — це надзвичайна ситуація, яка розвивається на території двох або більше адміністративних районів (міст обласного значення), (Автономної республіки Крим, областей, міст Києва та Севастополя) або загрожує перенесенням на землі суміжної області, а також у разі, коли для її усунення потрібні матеріальні і технічні можливості в обсягах, що перевищують власні спроможності окремого району, але не менше 1 % обсягів видатків відповідного бюджету.
Надзвичайна ситуація місцевого рівня (англ. emergency situation of lokal level, нім. Ausnahmezustand (besonderes Vorkommnis auf Localebene, рос. чрезвычайная ситуация местного уровня) — це надзвичайна ситуація, яка виходить за межі потенційно-небезпечного об'єкта, загрожує поширенням самої ситуації або її вторинних наслідків на довкілля, сусідні населені пункти, інженерні споруди, а також у разі, коли для її подолання потрібні матеріальні і технічні ресурси в обсягах, що перевищують власні можливості об'єкта. До місцевого рівня також належать всі надзвичайні ситуації, які виникають на об'єктах житлово-комунальної сфери та інших, що не входять до затверджених переліків потенційно-небезпечних об'єктів.
Надзвичайна ситуація об'єктового рівня (англ. emergency situation of object level, нім. Ausnahmezustand (besonderes Vorkommnis auf Objectebene, рос. чрезвычайная ситуация объектового уровня) — це надзвичайна ситуація, яка не підпадає під зазначені вище визначення, тобто така, що розгортається на території об'єкта або на самому об'єкті, її наслідки не виходять за межі об'єкта або його санітарно-захисної зони.
Загальні ознаки НС:
- наявність або загроза загибелі людей
- значне погіршення умов життєдіяльності
- істотне погіршення стану здоров'я людей
- заподіяння економічних збитків

## Причини виникнення

### Природні причини
З усього виду небезпек вони належать до розряду найбільш стабільних і становлять постійну загрозу для людства впродовж всього його існування. Природні явища, які мають надзвичайний характер і призводять до порушення звичайної діяльності населення, його загибелі, руйнування і знищення матеріальних цінностей називаються стихійними лихами.
За причиною виникнення, вони поділяються на :
1. Тектонічні — пов'язані з процесами, які виникають зі змінами предметів і явищ Землі.
2. Топологічні — причиною їх є процеси, котрі виникають на поверхні Землі.
3. Метеорологічні — пов'язані з процесами в атмосфері.
Але в більшості випадків основною першопричиною виникнення цих стихійних лих є процеси, які відбуваються в Космосі.

### Антропогенні (техногенні) причини
Антропогенні поділяються на соціальні та економічні.
Соціальні:
- ріст народонаселення;
- урбанізація;
- непідготовленість населення;
  - відсутність інформації про становище у НС;
  - відсутність нормативно-правової бази;
  - недбалість та некомпетентність посадових осіб, перевищення повноважень тощо.;
  - корупція
  - тероризм

Економічні:
- недосконалість технічних засобів і технологічних процесів;
- зміна довкілля внаслідок природокористування (забруднення)
- бідність (зношування техніки, нестача коштів на оновлення, профілактику та інше).

## Принципи та заходи захисту в умовах надзвичайної ситуації
Організаційні та правові основи захисту громадян України, об'єктів виробничого та соціального призначення, довкілля від НС техногенного і природного характеру визначаються Законом України «Про захист населення і територій від надзвичайних ситуацій техногенного та природного характеру», виданий Президентом України 8 червня 2000 року.
Згідно з цим Законом, захист населення і територій від НС техногенного та природного характеру здійснюється на принципах:
- першочерговості завдань, спрямованих на рятування життя та збереження здоров'я людей і довкілля
- безумовного надання переваги раціональній та попереджувальній безпеці
- вільного доступу населення до інформації щодо захисту населення і територій від НС техногенного та природного характеру
- особистої відповідальності та піклування громадян про власну безпеку, неухильного дотримання ними правил поведінки та дій у НС техногенного та природного характеру
- відповідальність у межах власних повноважень посадових осіб за дотримання вимог цього Закону
- обов'язковості завчасного впровадження заходів, спрямованих на запобігання виникненню НС техногенного та природного характеру та зменшення їх негативних психосоціальних наслідків
- урахування економічних, природних та інших особливостей територій і ступеня дійсної небезпеки виникнення НС техногенного та природного характеру
- якнайбільше можливого, дієвого і сукупного використання наявних сил і засобів, які призначені для запобігання НС техногенного та природного характеру і реагування на них.

### Реконфігурування системної ієрархії
Загальновідомим афоризмом є вислів Чарльза Дарвіна про те, що виживає той, хто добре пристосовується до мінливих умов. Аналогічний сенс має висловлювання К.Гельвеція:
«Я продовжую ще вчитися, — писав К. А. Гельвецій, — моє виховання ще не завершене. Коли ж воно закінчиться? Коли я не буду більше здатним до нього: після моєї смерті. Все моє життя і є, власне, тривалим вихованням».
Охопити одним підходом множину усеможливих ймовірних ситуацій неможливо, однак існують універсальні підходи, які оформлюють діяльність у більшості випадків зручним й ефективним чином для відповіді на ці ситуації. Ситуації можуть бути попереджені під час керування, щоби до них не доводилося згодом пристосовуватися, однак передбачити небажані події не завжди вдається, тому замість керування доводиться вдаватися до регулювання. У таких випадках ефективність системи управління визначається єдиним показником — часом реакції:
{\displaystyle \tau =t_{1}-t_{0},}
де {\displaystyle t_{0}} — мить часу, коли виникла потреба здійснення дії (момент виникнення проблеми), {\displaystyle t_{1}} — мить вирішення проблеми. Причому {\displaystyle t_{1}} можна також поділити на дві частини: час, коли виробляється рішення (внутрішній лаг) та час, коли вироблені рішення впроваджуються (зовнішній лаг). Для системи може бути визначений деякий критичний проміжок часу, протягом якого будь-які рішення проблеми ще мають сенс, {\displaystyle \tau <\tau _{\text{кр}}.}
Для опису та реконфігурування системної ієрархії, може застосовуватися математичний апарат на основі багатозначної логіки. Множина поточних завдань розглядається як частково впорядкована множина відповідно до пріоритетів цих завдань. Складові системи до того-ж, мають необхідний набір простих дій для вирішення й виниклих нових завдань. Виникнення у системі такого нового завдання вимагає перебудови ґратки задач системи, тобто зміни визначення відношення часткового порядку у ній, відповідно до пріоритетності вирішення цього нового завдання.
Основними заходами у царині захисту населення і територій від НС техногенного та природного характеру є:

### Інформування таоповіщення
Це основний принцип та головний і невід'ємний елемент усієї системи заходів такого захисту. Інформацію становлять відомості про НС техногенного та природного характеру, що прогнозуються або виникли, із визначенням їх класифікації, меж поширення і наслідків, а також способи та методи реагування на них. Оповіщення про загрозу виникнення НС техногенного та природного характеру і постійне інформування про них населення забезпечуються шляхом:
- завчасного створення і підтримки в постійній готовності загальнодержавної і територіальних автоматизованих систем центрального оповіщення населення
- організаційно-технічного з'єднання територіальних систем централізованого оповіщення і систем оповіщення на об'єктах господарювання
- завчасного створення та організаційно-технічного з'єднання з системами спостереження і контролю постійно чинних, місцевих систем оповіщення та інформування населення в зонах можливого катастрофічного затоплення, районах розміщення радіаційних і хімічних підприємств, інших об'єктів підвищеної небезпеки
- централізованого використання загальнодержавних і галузевих систем зв'язку, радіо провідного, телевізійного оповіщення, радіотрансляційних мереж та інших технічних засобів передавання інформації

### Спостереження
Задля своєчасного захисту населення і територій від НС техногенного та природного характеру, запобігання та реагування на них відповідними центральними та місцевими органами виконавчої влади здійснюється: створення і підтримання в постійній готовності загальнодержавної і територіальних систем спостереження і контролю із залученням до них наявних сил і засобів контролю; організація, збирання, опрацювання і передавання даних про стан довкілля, забруднення харчових продуктів, продовольчої сировини, фуражу, води з радіоактивними, хімічними речовинами, мікроорганізмами та іншими біологічними агентами.

### Укриття в захисних спорудах
Укриттю в захисних спорудах, у разі потреби, підлягає населення відповідно до його належності до груп (робоча зміна, населення, яке проживає в небезпечних зонах). Створення фонду захисних споруд забезпечується шляхом:
- комплексного освоєння підземного простору міст і населених пунктів для взаємопогодженого розміщення в ньому споруд і приміщень соціально-побутового, виробничого і господарського призначення з урахуванням необхідності пристосування і використання частини приміщень для укриття населення в разі виникнення НС техногенного та природного характеру
- обстеження і взяття на облік підземних і наземних будівель та споруд, що відповідають вимогам захисту, споруд підземного простору міст, гірничих виробок і природних порожнин
- дообладнання з урахуванням реальної обстановки підвальних та інших заглиблених приміщень
- будівництва заглиблених споруд, які окремо розташовані від об'єктів виробничого призначення та пристосовані для захисту
- масового будівництва, в період загрози виникнення НС техногенного та природного характеру, найпростіших сховищ та укриттів
- будівництва окремих сховищ та протирадіаційних укриттів

Перелік таких сховищ, укриттів та інших захисних споруд, які треба будувати, щорічно визначається спеціально уповноваженим центральним органом виконавчої влади, до компетенції якого віднесено питання захисту населення і території від НС техногенного та природного характеру, і затверджується Кабінетом Міністрів України. Наявний фонд захисних споруд використовується для господарських, культурних і побутових потреб населення.

### Евакуаційні заходи
В умовах неповного забезпечення захисними спорудами в містах і інших населених пунктах, що мають об'єкти підвищеної небезпеки, основним засобом захисту населення є евакуація і розміщення його в зонах, які є безпечними для проживання людей і тварин.
Евакуація проводиться із зон можливого катастрофічного затоплення, можливого небезпечного радіоактивного забруднення, хімічного ураження, в районах виникнення стихійного лиха, аварій і катастроф (якщо виникає безпосередня загроза життю і здоров'ю людей).
Залежно від обставин, які склалися на час НС техногенного та природного характеру, може бути проведено загальну або часткову евакуацію населення тимчасового або безповоротного характеру.
Загальна евакуація проводиться за рішенням Кабінету Міністрів України для всіх категорій населення і планується на випадок: можливого небезпечного радіоактивного забруднення територій навколо атомних електростанцій (якщо виникає безпосередня загроза життю та здоров'ю людей, які мешкають в зоні ураження); виникнення загрози катастрофічного затоплення місцевості з чотиригодинним добіганням проривної хвилі.
Часткова евакуація проводиться за рішенням Кабінету Міністрів України у разі загрози або виникнення НС техногенного та природного характеру. Під час проведення часткової евакуації завчасно вивозиться не зайняте у галузях виробництва та обслуговування населення: діти, учні навчальних закладів, вихованці дитячих будинків, разом з викладачами та вихователями, студенти, пенсіонери та інваліди, які утримуються в будинках для осіб похилого віку, разом з обслуговчим персоналом і членами їх сімей.
Евакуація населення планується на випадок:
- аварії на атомній електростанції з можливим забрудненням території
- усіх видів аварій з викидом сильнодійних отруйних речовин
- загрози катастрофічного затоплення місцевості
- лісових і торф'яних пожеж, землетрусів, зсувів, інших геофізичних і гідрометеорологічних явищ з важкими наслідками, що загрожують населеним пунктам

Проведення організованої евакуації, запобігання проявам паніки і недопущення загибелі людей забезпечується шляхом:
- планування евакуації населення
- визначення зон, придатних для розміщення евакуйованих з потенційно небезпечних зон
- організації оповіщення керівників підприємств і населення про початок евакуації
- організації керування евакуацією
- всебічного життєзабезпечення в місцях безпечного розселення евакуйованого населення;
- навчання населення діям під час проведення евакуації

Евакуація проводиться шляхом вивезення населення із небезпечних зон усіма видами наявного транспорту, а у разі його відсутності чи недостатності, а також у випадку руйнування транспортних шляхів — організоване виведення населення пішим ходом заздалегідь розробленими маршрутами.

### Інженерний захист
Під час проєктування і експлуатації споруд та інших об'єктів господарювання, наслідки діяльності яких можуть шкідливо вплинути на безпеку населення та довкілля, обов'язково розробляються і здійснюються заходи інженерного захисту задля запобігання виникнення НС техногенного та природного характеру. Вони повинні передбачати:
- врахування під час розроблення генеральних планів забудови населених пунктів і ведення містобудування можливих проявів у окремих регіонах та на окремих територіях небезпечних і катастрофічних явищ
- раціональне розміщення об'єктів підвищеної небезпеки з урахуванням можливих наслідків їх діяльності у разі виникнення аварій для безпеки населення і довкілля
- спорудження будинків, будівель, споруд, інженерних мереж і транспортних комунікацій із заданими рівнями безпеки та надійності
- розроблення та здійснення заходів безаварійної роботи об'єктів підвищеної небезпеки
- створення загальної схеми захисту населених пунктів та об'єктів господарювання від небезпечних природних процесів
- розроблення і здійснення регіональних та місцевих планів запобігання і усунення наслідків НС техногенного та природного характеру
- організацію будівництва протизсувних, протиповеневих, проти-селевих, протилавинних, протиерозійних та інших інженерних споруд спеціального призначення
- запровадження заходів санітарної охорони території

### Медичний захист
Заходи запобігання або зменшення ступеня ураження людей, своєчасного надання медичної допомоги постраждалим та їх лікування, забезпечення епідеміологічного добробуту в зонах НС техногенного та природного характеру повинні передбачати:
- планування і використання наявних сил та засобів закладів охорони здоров'я незалежно від форм власності і господарювання
- введення в дію Національного плану соціально-психологічних заходів при виникненні та ліквідації НС техногенного та природного характеру
- розгортання в умовах НС техногенного та природного характеру необхідної кількості лікувальних закладів
- завчасне застосування профілактичних медичних препаратів та санітарно-епідеміологічних заходів
- контроль за якістю харчових продуктів і продовольчої сировини, питної води і джерелами водопостачання
- контроль за станом атмосферного повітря та опадів;
- завчасне створення і підготовку спеціальних медичних формувань
- накопичення медичних засобів захисту, медичного та спеціального майна і техніки
- контроль за станом довкілля, санітарно-гігієнічною та епідемічною ситуацією
- підготовку медичного персоналу та загальне медико-санітарне навчання населення

Для надання безоплатної медичної допомоги постраждалим від НС техногенного та природного характеру громадянам, рятувальникам та особам, які беруть участь у виправленні наслідків НС техногенного та природного характеру, діє Державна служба медицини катастроф як особливий вид державних аварійно-рятувальних служб. Лікування та психологічне відновлення даних категорій людей проводиться у санаторно-курортних закладах, при яких створені центри медико-психологічної реабілітації.

### Біологічний захист
Захист від біологічних засобів ураження включає своєчасне виявлення чинників біологічного зараження, залежно від їх виду і ступеня ураження, проведення комплексу адміністративно-господарських, режимно-обмежувальних і спеціальних протиепідемічних та медичних заходів.
Біологічний захист передбачає:
- своєчасне використання колективних та особистих засобів захисту
- запровадження режимів карантину та обсервації
- знезаражування осередку ураження
- необхідне знезаражування людей, тварин тощо
- своєчасне обмеження зони біологічного ураження
- проведення невідкладної та специфічної профілактики
- додержання протиепідемічного режиму підприємствами, установами та організаціями незалежно від форм власності і господарювання та населенням

### Радіаційний і хімічний захист
Радіаційний і хімічний захист охоплює заходи щодо виявлення та оцінки радіаційного і хімічного стану, організацію та здійснення дозиметричного і хімічного контролю, розроблення типових режимів радіаційного захисту, забезпечення засобами особистого та колективного захисту, організацію та проведення спеціальної обробки.
Виконання вимог радіаційного і хімічного захисту забезпечується шляхом:
- завчасного накопичення і підтримки в готовності засобів індивідуального захисту і приладів дозиметричного і хімічного контролю, обсяги і місця зберігання яких визначаються відповідно до встановлених зон небезпеки, забезпечення зазначеними засобами насамперед особового складу формувань, які беруть участь у проведенні аварійно-рятувальних та інших невідкладних робіт в осередках ураження, а також працівників радіаційно і хімічно небезпечних об'єктів господарювання і населення, яке мешкає в зонах небезпечного зараження навколо них
- своєчасного впровадження засобів, способів і методів виявлення та оцінки обсягів і наслідків аварій на радіаційно та хімічно небезпечних об'єктах господарювання
- створення уніфікованих засобів захисту, приладів і комплектів дозиметричного та хімічного контролю
- надання населенню можливостей придбати в установленому порядку в особисте користування засобів особистого захисту і дозиметрів
- завчасного пристосування об'єктів побутового обслуговування і транспортних підприємств для проведення санітарної обробки людей та спеціальної обробки одягу, майна і транспорту
- розроблення загальних критеріїв, методів та методик спостережень щодо оцінки радіаційного і хімічного становища
- пристосування наявних засобів колективного захисту від інших видів загрози для захисту від радіаційної та хімічної небезпеки

### Дотримання «належних відомих практик за надзвичайних ситуацій»
- Не намагатися одразу піти і забрати своїх дітей. Про них подбає педагогічний колектив та служби з надзвичайних ситуацій у шкільних та позакласних умовах.

- Уникати використання телефону, щоби залишити телефонні мережі доступними для екстрених служб.

- Не торкатися жодних предметів зовні.

- Якщо падає дощ, лишити на вулиці все, що могло намокнути (парасоль, взуття, пальто, куртку тощо).

У будь-якому разі, треба слухати й дивитися поради влади по радіо/телебаченню, читати в Дії, Viber і в соціальних мережах, дотримуючись офіційних сторінок у Twitter чи Facebook.

## Сили та засоби захисту населення і територій від НС техногенного та природного характеру
До них входять відповідні сили та засоби центральних і місцевих органів виконавчої влади, підприємств, установ та організацій незалежно від форм власності і господарювання, єдина державна система, а також добровільні рятувальні утворення (загони), що залучаються до проведення відповідних робіт.
Професійні аварійно-рятувальні служби і спеціальні (воєнізовані) аварійно-рятувальні служби, з яких складаються зазначені сили і засоби, укомплектовуються з урахуванням необхідності проведення роботи в автономному режимі протягом не менше ніж трьох діб і перебувають у стані постійної готовності.
У разі виникнення НС техногенного та природного характеру сили постійної готовності залучаються для термінового реагування.
Для усунення наслідків НС техногенного та природного характеру відповідно до закону, можуть залучатися частини та підрозділи Збройних Сил України, інших військових формувань, утворених відповідно до законів України.
Підприємства, установи та організації незалежно від форм власності і господарювання у галузі захисту населення і територій від НС техногенного та природного характеру:
- планують і здійснюють необхідні заходи для захисту своїх працівників, об'єктів господарювання та довкілля від НС техногенного та природного характеру
- розробляють плани обмежень і ліквідації аварій (катастроф) з подальшим погодженням із спеціально уповноваженим центральним органом виконавчої влади, до повноважень якого віднесено питання захисту населення і території від НС техногенного та природного характеру
- підтримують у готовності до застосування сили і засоби із запобігання виникненню та усунення наслідків НС техногенного та природного характеру
- створюють і підтримують матеріальні резерви для попередження та ліквідації НС техногенного та природного характеру
- забезпечують своєчасне оповіщення своїх працівників про загрозу виникнення або про подію НС техногенного та природного характеру

Об'єднання громадян можуть брати участь у заходах щодо усунення наслідків НС техногенного та природного характеру відповідно до цього Закону та Закону України «Про аварійно-рятувальні служби»
Громадяни України у сфері захисту населення і територій від НС техногенного та природного характеру зобов'язані:
- дотримуватися заходів безпеки, не допускати порушень виробничої дисципліни, вимог екологічної безпеки
- вивчати основні способи захисту населення і територій від наслідків НС техногенного та природного характеру, надання першої медичної допомоги потерпілим, правила користування засобами захисту
- дотримуватися відповідних вимог у разі виникнення НС техногенного та природного характеру

Порядок здійснення підготовки населення на підприємствах, в установах та організаціях до дій при виникненні НС техногенного та природного характеру визначається спеціально уповноваженим центральним органом виконавчої влади, до повноважень якого віднесено питання захисту населення і території від НС техногенного та природного характеру.

## Запобігання виникненню
Запобігання виникненню надзвичайних ситуацій — це підготовка та впровадження низки правових, соціально-економічних, політичних, організаційно-технічних, санітарно-гігієнічних та інших заходів, спрямованих на регулювання безпеки, проведення оцінки рівнів ризику, завчасне реагування на загрозу виникнення надзвичайної ситуації на основі даних моніторингу (спостережень), експертизи, досліджень та прогнозів щодо можливого перебігу подій із метою недопущення їх переростання у надзвичайну ситуацію або пом'якшення її можливих наслідків.

## Прогнозування наслідків
Наукові розробки в галузі прогнозування наслідків НС веде Міжнародна громадська група незалежних фахівців з питань прогнозування наслідків катастроф і надзвичайних ситуацій.

## Ліквідація наслідків
Ліквіда́ція надзвича́йної ситуа́ції  — проведення в зоні надзвичайної ситуації та прилеглих до неї районах силами і засобами єдиної державної системи запобігання і реагування на надзвичайні ситуації техногенного та природного характеру (визначеними підприємствами, установами та організаціями) усіх видів рятувальних та інших невідкладних робіт(РІНР), згідно із затвердженим планом робіт, програмою комплексу аварійно-відновних та інших робіт, спрямованих на повне усунення негативних наслідків, спричинених надзвичайною ситуацією, а також організація життєзабезпечення потерпілого населення та рятувальників.
Усунення наслідків надзвичайної ситуації проводиться задля відновлення роботи підприємства організації, навчальних закладів тощо. Вона передбачає:
- розвідку осередків надзвичайних ситуацій;
- аварійно-рятувальні й лікувально-евакуаційні заходи;
- локалізацію й гасіння пожеж;
- відбудову споруд і шляхів сполучення;
- проведення ізоляційно-обмежувальних заходів в осередках біологічного зараження;
- проведення спеціальної обробки населення;
- дезактивації, дегазації техніки, доріг, місцевості тощо.

### Запобігання в Україні
Завдання запобігання надзвичайним ситуаціям техногенного та природного характеру в Україні, виконує Єдина державна система запобігання і реагування на надзвичайні ситуації техногенного і природного характеру, положення про яку затверджено Постановою Кабінету Міністрів України № 1198.
Ця система охоплює:
- центральні та місцеві органи виконавчої влади
- державні підприємства
- установи та організації, які здійснюють нагляд за забезпеченням техногенної і природної безпеки, організацію проведення роботи по запобіганню НС задля захисту населення, території та довкілля.

## Оперативно-рятувальна служба України
Кодексом цивільного захисту України головним аварійно-рятувальним підрозділом держави визначено Оперативно-рятувальну службу цивільного захисту України Державної служби України з надзвичайних ситуацій.
Організаційні, правові та економічні засади створення та діяльності аварійно-рятувальних служб в Україні визначає Кодекс цивільного захисту України.